# Odette Siko

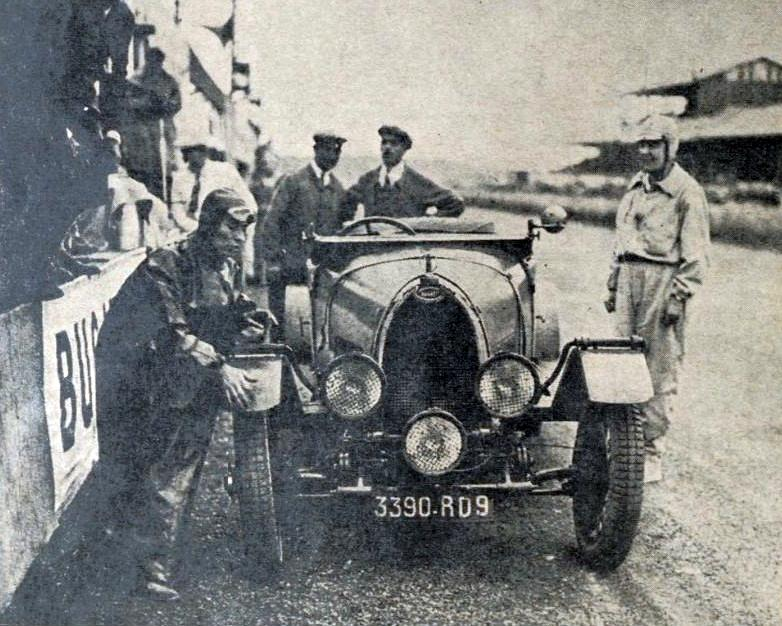
Marguerite Mareuse (rechts) und Odette Siko mit ihrem Bugatti T40, während eines Boxenstopp beim 24-Stunden-Rennen von Le Mans 1930

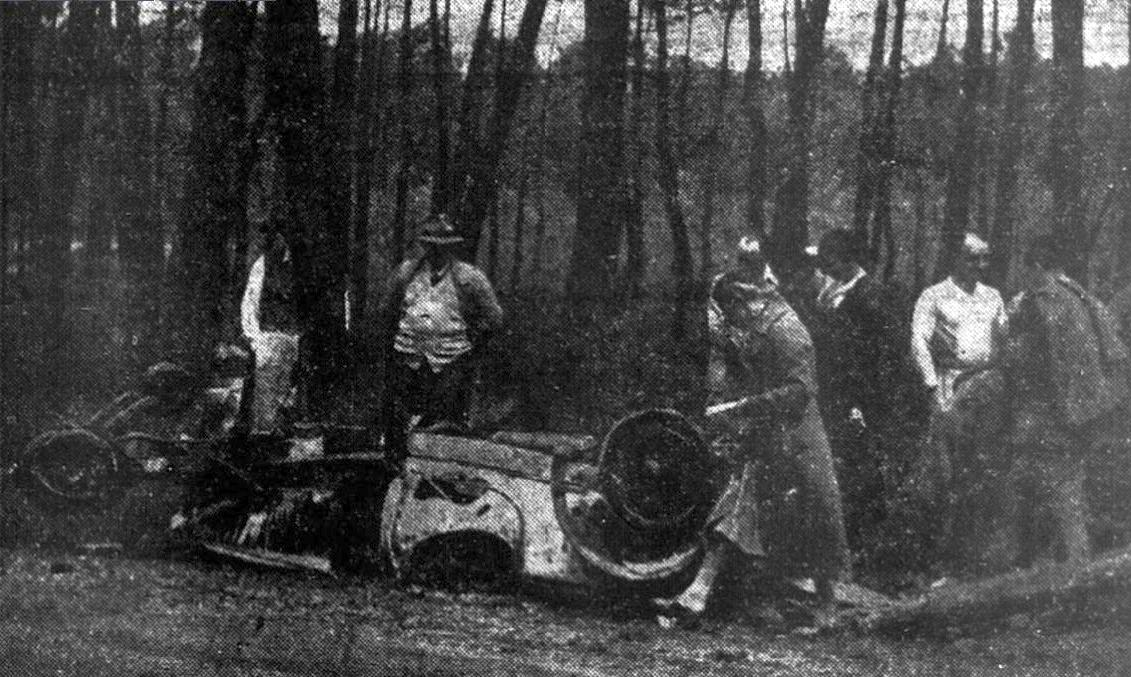
Der zerstörte Alfa Romeo 6C1750 SS, nach Odette Sikos schwerem Unfall beim 24-Stunden-Rennen von Le Mans 1933

Odette Séguin, verheiratete Coville, bekannt als Odette Siko (* 14. Juli 1899 in Paris; † 31. August 1984 in Périgueux) war eine französische Autorennfahrerin.

## Karriere
Odette Siko wurde in den 1930er-Jahren als Sportwagenpilotin bekannt. Sie startete viermal beim 24-Stunden-Rennen von Le Mans und ist mit dem vierten Gesamtrang 1932 die bis 2021 bestplatzierte Frau bei diesem 24-Stunden-Rennen. Der vierte Rang 1932, den sie mit Partner Louis Charavel im Alfa Romeo 6C 1750 SS einfuhr, bedeutete auch den Sieg in der Rennklasse für Sportwagen bis 2 Liter Hubraum. 1933 hatte sie auf dem Circuit des 24 Heures einen schweren Unfall, als sie in der Arnage-Kurve die Herrschaft über ihren Alfa Romeo verlor. Der Wagen überschlug sich, fällte einige Bäume und kam brennend auf dem Dach zu liegen. Zuschauer befreiten Odette Siko aus dem Wrack, die mit einem Armbruch davonkam.
Nach ihrer Rekonvaleszenz startete sie mehrmals bei der Rallye Monte Carlo und übernahm 1937 die Position einer Testfahrerin bei Matford und dem französischen Schmieröl-Unternehmen Yacco. Gemeinsam mit Hellé Nice, Simone Louise des Forest und Claire Descollas erreichte sie 25 Ausdauerrekorde auf dem Autodrome de Linas-Montlhéry. Höhepunkt war eine Distanzfahrt mit einem Matford mit einem 3,6-Liter-SA Mathis-V8-Motor über 30.000 Kilometer. Das Quartett erzielte dabei eine Durchschnittsgeschwindigkeit von mehr als 140 km/h.
Ihre letzte Rennteilnahme hatte sie bei der Rallye Monte Carlo 1939, die sie an der 18. Stelle der Gesamtwertung beendete.

## Statistik

### Le-Mans-Ergebnisse
| Jahr | Team               | Fahrzeug              | Teamkollege        | Platzierung            | Ausfallgrund |
| ---- | ------------------ | --------------------- | ------------------ | ---------------------- | ------------ |
| 1930 | Marguerite Mareuse | Bugatti T40           | Marguerite Mareuse | Rang 7                 |              |
| 1931 | Marguerite Mareuse | Bugatti T40           | Marguerite Mareuse | disqualifiziert        |              |
| 1932 | Odette Siko        | Alfa Romeo 6C 1750 SS | Louis Charavel     | Rang 4 und Klassensieg |              |
| 1933 | Odette Siko        | Alfa Romeo 6C 1750 SS | Louis Charavel     | Ausfall                | Unfall       |